# 색즉시공
색즉시공 공즉시색(色卽是空空卽是色)은 반야심경에 나온 말로, 불교의 교리 중 하나이다.

色不異空 空不異色 色卽是空 空卽是色
색(रुपा)은 공(शून्यता)과 다르지 않고 공은 색과 다르지 않다. 색은 곧 공이고 공은 곧 색이다.
— 《반야심경》